# ミュージアム・マイル (ニューヨーク)
ミュージアム・マイル（英語：Museum Mile）は、アメリカ合衆国ニューヨーク州ニューヨーク市マンハッタン区の大通り5番街の一部分に付けられた名称である。アッパー・イースト・サイド、カーネギー・ヒルの82丁目から105丁目の部分を指し、実際には1マイルよりも2ブロック長い。この距離の間に9つの博物館や美術館が並んでいる。10番目の博物館であったアフリカ美術館は、2009年にクイーンズの本館と全体で合併している。しかし、1959年にソロモン・R・グッゲンハイム美術館が完成してから、2012年の終わりまで、新しい博物館はできていない。ミュージアム・マイルに並ぶ博物館群は博物館の利用を促進するために毎年6月ミュージアム・マイル・フェスティバルを実施しており、その期間は訪問者数が増加する。

## ミュージアム
- 110丁目 - アフリカ美術館（2012年秋オープン）[5]
- 105丁目 - エル・ムセオ・デル・バリオ
- 103丁目 - ニューヨーク市博物館
- 92丁目 - ユダヤ博物館
- 91丁目 - クーパー・ヒューイット国立デザイン博物館、スミソニアン博物館
- 89丁目 - ナショナル・アカデミー・オブ・デザイン
- 88丁目 - ソロモン・R・グッゲンハイム美術館
- 86丁目 - ノイエ・ギャラリー・ニューヨーク
- 83丁目 - ゲーテ・インスティトゥート・ニューヨーク/ドイツ文化センター
- 82丁目 - メトロポリタン美術館

## ミュージアム・マイル・フェスティバル
毎年、ミュージアム・マイル・フェスティバルが、6月の第二火曜日の午後6〜9時から開催される。これは、1979年に、メンバーの博物館の認識を増加させ、かつニューヨーク市を芸術の面で支援を促進するために始まった。第1回は、1979年6月26日に開催されている。
過去20年間に、100万人以上がこのフェスティバルに参加している。参加者は、82丁目から104丁目に向かってミュージアム・マイルを歩き、ニューヨークの素晴らしいミュージアムのうち10を、自由に見て回れる。ミュージアムのうちいくつかは、子供のために、アウトドア・アート・アクティビティを実施する。イベント期間中、5番街の通行は止められる。また、夜中には大道芸人が5番街に沿って活動している。
2007年の開会式は、スミソニアン博物館の1つ、クーパー・ヒューイット国立デザイン博物館の新しい館長である、ポール・トンプソンが主催した。